# モンテベッロ・ヴィチェンティーノ
モンテベッロ・ヴィチェンティーノ（伊: Montebello Vicentino）は、イタリア共和国ヴェネト州ヴィチェンツァ県にある、人口約6,400人の基礎自治体（コムーネ）。

## 地理

### 位置・広がり

#### 隣接コムーネ
隣接するコムーネは以下の通り。括弧内のVRはヴェローナ県所属を示す。
- ブレンドラ
- ガンベッラーラ
- ロニーゴ
- モンテッキオ・マッジョーレ
- モントルソ・ヴィチェンティーノ
- ロンカ (VR)
- サレーゴ
- ゼルメゲード

### 気候分類・地震分類
気候分類では、zona E, 2325 GGに分類される。
また、イタリアの地震リスク階級 (it) では、zona 2 (sismicità media) に分類される。

## 行政

### 分離集落
モンテベッロ・ヴィチェンティーノには、以下の分離集落（フラツィオーネ）がある。
- Agugliana, Selva, Cà Sordis, Borgo, Mason